# 옥란면옥
《옥란면옥》은 2018년 9월 26일에 KBS2에서 방영된 추석 특집 드라마이다.

## 등장 인물

### 주요 인물
- 신구 : 황달재 역
- 김강우 : 황봉길 역
- 이설 : 윤영란 역, 과거를 숨기고 옥란면옥에 들어온 탈북 여성

### 주변 인물
- 인교진 : 강수 역 - 봉길의 동창, 월평지역 재개발 건설업체 용역 직원
- 박형수 : 봉수 역 - 강수의 동생, 월평지역 재개발 건설업체 용역 직원
- 황정민 : 월평댁 역 - 영걸슈퍼 주인
- 한소희 : 오수진 역 - 봉길의 전 여자친구
- 최대철 : 대창 역 - 봉길의 동창 (특별출연)
- 양지수 : 목사 역
- 이형석 : 어린 달재 역
- 황현정 : 어린 옥란 역

### 그 외 인물
- 홍지석
- 원종선
- 김동영
- 손규원
- 원근수
- 최재효
- 이상훈
- 이제희

## 촬영지
- 연천 또또식당 - 옥란면옥
- 해나무 버스정류장
- 전곡시장
- 오미교

## 시청률
시청률조사회사와 지역별로 시청률에 차이가 있을 수 있습니다. 
| 회차  | 방송일          | TNmS 시청률    | TNmS 시청률  | AGB 시청률     | AGB 시청률   |
| 회차  | 방송일          | 대한민국(전국) | 서울(수도권) | 대한민국(전국) | 서울(수도권) |
| ----- | --------------- | -------------- | ------------ | -------------- | ------------ |
| 제1회 | 2018년 9월 26일 | %              | %            | 5.2%           | %            |
| 제2회 | 2018년 9월 26일 | %              | %            | 5.3%           | %            |

## 수상 경력
- 2018년 KBS 연기대상 연작 · 단막극상 - 이설